# Kalety

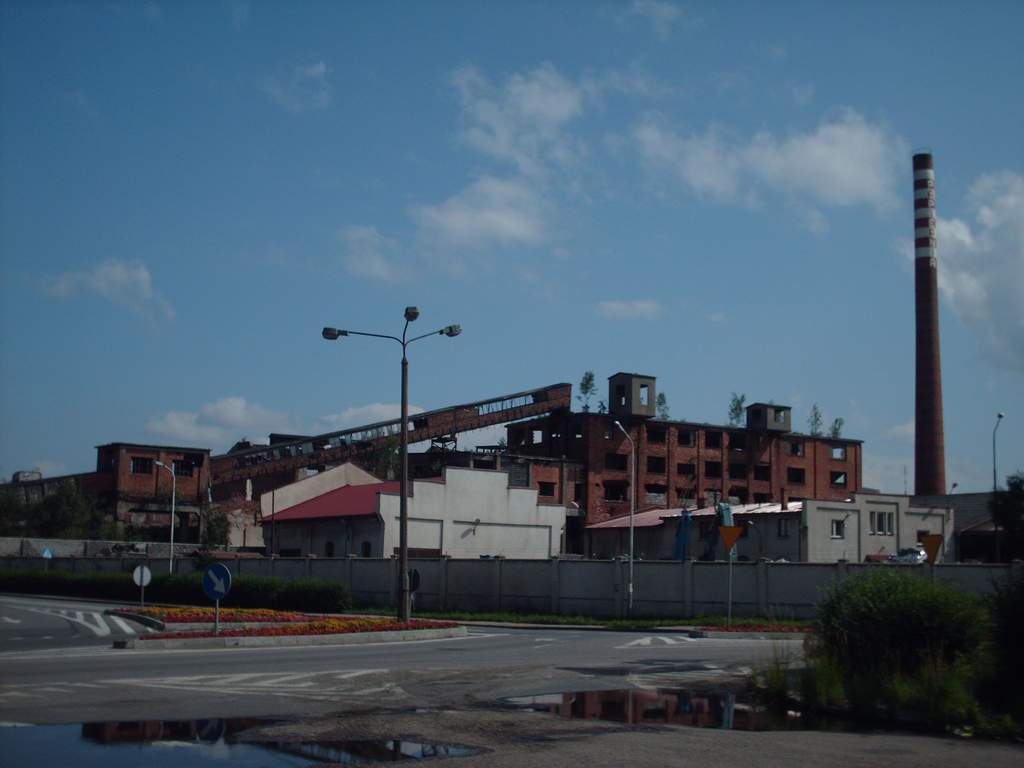
Pozostałości zabudowy dawnych Kaletańskich Zakładów Celulozowo-Papierniczych w Kaletach

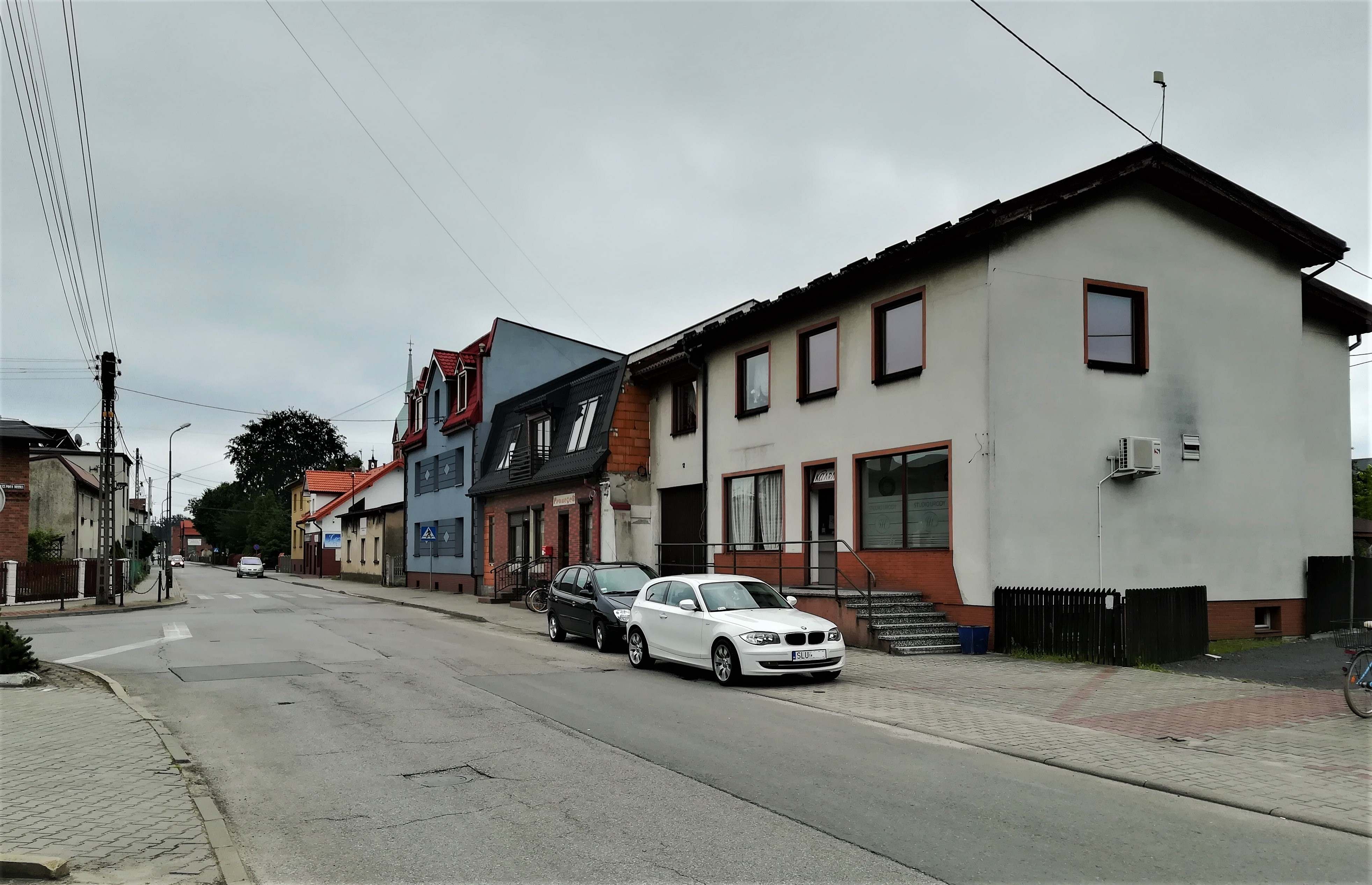
Zabudowa przy ul. ks. Rogowskiego w centrum miasta

Kalety (niem. Kalet) – miasto w Polsce położone w województwie śląskim, w powiecie tarnogórskim.

## Położenie
Kalety położone są na terenie historycznej ziemi lublinieckiej, z wyjątkiem dzielnic Jędrysek i Truszczyca, po południowej stronie Małej Panwi, które należą do ziemi bytomskiej.
Miasto z punktu widzenia fizycznogeograficznego leży na Równinie Opolskiej, nad Małą Panwią.
Miasto historycznie przynależy do Górnego Śląska.
Według danych z 2002 r. Kalety mają obszar 76,68 km², w tym: użytki rolne 11%, użytki leśne 85%.
Według danych z 1 stycznia 2011 r. powierzchnia miasta wynosiła 76,29 km². Miasto stanowi 11,8% powierzchni powiatu.
W latach 1922–1939 miasto administracyjnie należało do województwa śląskiego, w latach 1945–1950 do województwa śląskiego, w latach 1950–1957 i w latach 1957–1975 do województwa katowickiego (w latach 1953–1956 zwanym województwem stalinogrodzkim), w latach 1975–1998 do województwa częstochowskiego.

## Struktura Miasta
Zgodnie z zapisami Uchwały nr 165/XXIII/2008 Rady Miejskiej w Kaletach z dnia 24 czerwca 2008 r.
w sprawie uchwalenia Statutu miasta Kalety, w gminie obok jej Centrum znajdują się następujące miejscowości: Drutarnia, Jędrysek,
Kuczów, Lubocz, Miotek, Mokrus, Truszczyca, Zielona

## Nazwa
Nazwa miejscowości notowana była m.in. w formach Stahlhammer (1783), Stahlhammer oder Neu-Sorge, Kalita (1845), Kalita, in. Neusorge al. Stahlhammer (1882), Kalety (Stahlhammer) (1920).
Nazwa niemiecka wywodzi się od niemieckiego wyrazu pospolitego Stahlhammer, czyli ‘młot stalowy, stalownia’ i ma związek z przemysłowym charakterem miejscowości. Oboczna nazwa niemiecka Neusorge powstała z połączenia wyrazów neu ‘nowy’ oraz Sorge ‘troska, zmartwienie’, ale także ‘opieka, piecza’, odnoszącego się do oznaczenia nowej osady, co było częstą praktyką w Niemczech. Polska nazwa pochodzi od nazwy osobowej Kalita, Kaleta, która na Śląsku często spotykana jest jako nazwisko.

## Historia
- XIII w. – pierwsza wzmianka o miejscowości
- 1789 – rozwój Kalet dzięki działalności przemysłowca Johanna Koulhaasa, założyciela huty i fabryki noży, łyżeczek, widelców i guzików[9]
- 1882–1884 – Guido Henckel von Donnersmarck w miejscu fabryki Johanna Koulhaasa wznosi fabrykę celulozy[10]
- 1884[11] – uzyskanie połączenia kolejowego
- 1889 – Guido Henckel von Donnersmarck w miejscu huty Johanna Koulhaasa wznosi fabrykę papieru[10]
- 1922 – Stahlhammer po Plebiscycie na Górnym Śląsku przyznano Polsce i nazwano Kalety
- 1940 – niemieckie władze okupacyjne zmieniły nazwę miasta na Stahlhammer
- 1945–1950[12] – siedziba gminy wiejskiej Kalety
- 1951 – uzyskanie praw miejskich
- 1994 – ogłoszenie upadłości Kaletańskich Zakładów Celulozowo-Papierniczych[10]

Historia hutnictwa i górnictwa na Górnym Śląsku wywodzi się z dzielnicy Kalet, Kuczowa. Żelazo wytapiano tutaj w kuźnicach, czyli manufakturach hutniczych. Używano do tego węgla drzewnego, którym rozpalano ogniska w tzw. dymarkach. Właściciel jednej z fabryk w Kaletach, Czech Koulhaas, w 1799 r. zakupił od kapitana Berharda von Mletzko wieś Katowice. Postanowił wydobywać tu węgiel kamienny. Stał się też właścicielem wtedy nieczynnej kuźnicy Boguckiej, którą uruchomił i unowocześnił. Dzięki temu dał podstawy do produkcji nowoczesnej stali na terenie Katowic. Wynalazek Koulhaasa doprowadził do upadku hut w dolinie Małej Panwi i tym samym przyczynił się do przemysłowego rozwoju Katowic, które między innymi, dzięki temu stały się najważniejszym miastem regionu.

## Zabytki
- Pałac Donnersmarcków z 1861 r. w Kaletach Zielonej[13][14][15]

## Edukacja
- Zespół Szkół Elektroniczno-Ekonomicznych. Szkoła powstała 2 września 1946 r. i nosiła wówczas nazwę Szkoły Przemysłowej Fabryki Celulozy i Papieru w Kaletach. W momencie powstania była to szkoła zawodowa. W późniejszym okresie przekształciła się w technikum elektryczne, a następnie elektroniczne. Od października 2010 r. w budynku szkoły mieści się Ośrodek Wychowawczy;
- 2 szkoły podstawowe

## Wspólnoty wyznaniowe

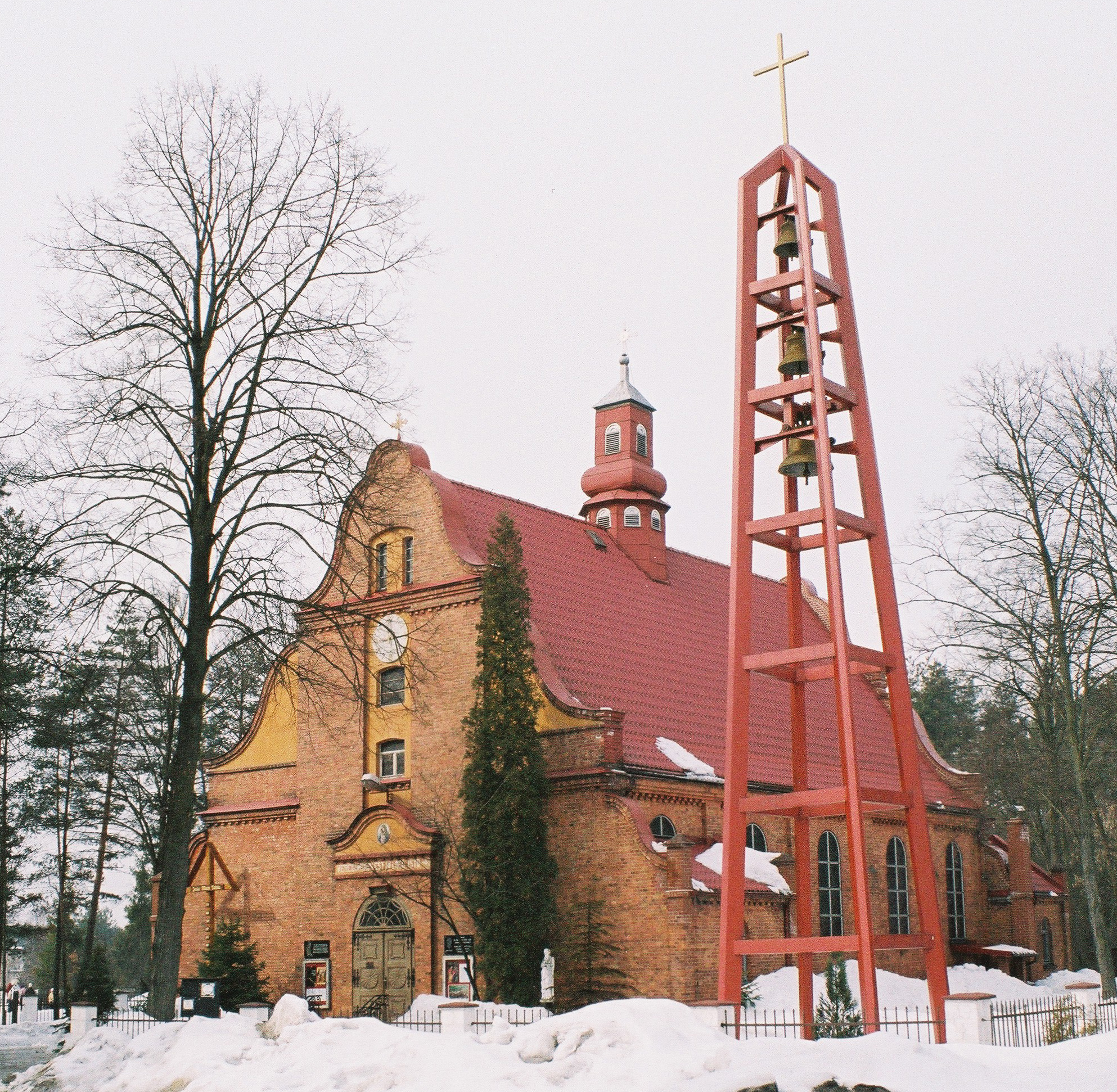
Kościół św. Franciszka z Asyżu w Kaletach Miotku

### Kościół rzymskokatolicki
Trzy parafie:
- parafia Matki Boskiej Fatimskiej[16]
- parafia św. Józefa[17]
- parafia św. Franciszka z Asyżu[18]

### Chrześcijańska Wspólnota Ewangeliczna
- placówka misyjna w Kaletach[19]

### Kościół ewangelicko-augsburski
Parafianie w składzie kościoła filialnego w Piasku Parafii Ewangelicko-Augsburskiej w Częstochowie

### Świadkowie Jehowy
- Zbór Kalety[20]

## Sport
- Sekcja piłki nożnej:
  - Klub Sportowy Unia Kalety, założony w 1921 r.
  - Ludowy Klub Sportowy Małapanew Kuczów
- Sekcja speedrowera:
  - TPD Kalety

## Przyroda
W lesie na terenie Kalet znajduje się Cis Donnersmarcka – drzewo mające ok. 550 lat, 222 cm obwodu oraz 16 m wysokości (stan na 2013 r.). Jest to najgrubszy cis na terenie Lasów Państwowych.

## Transport

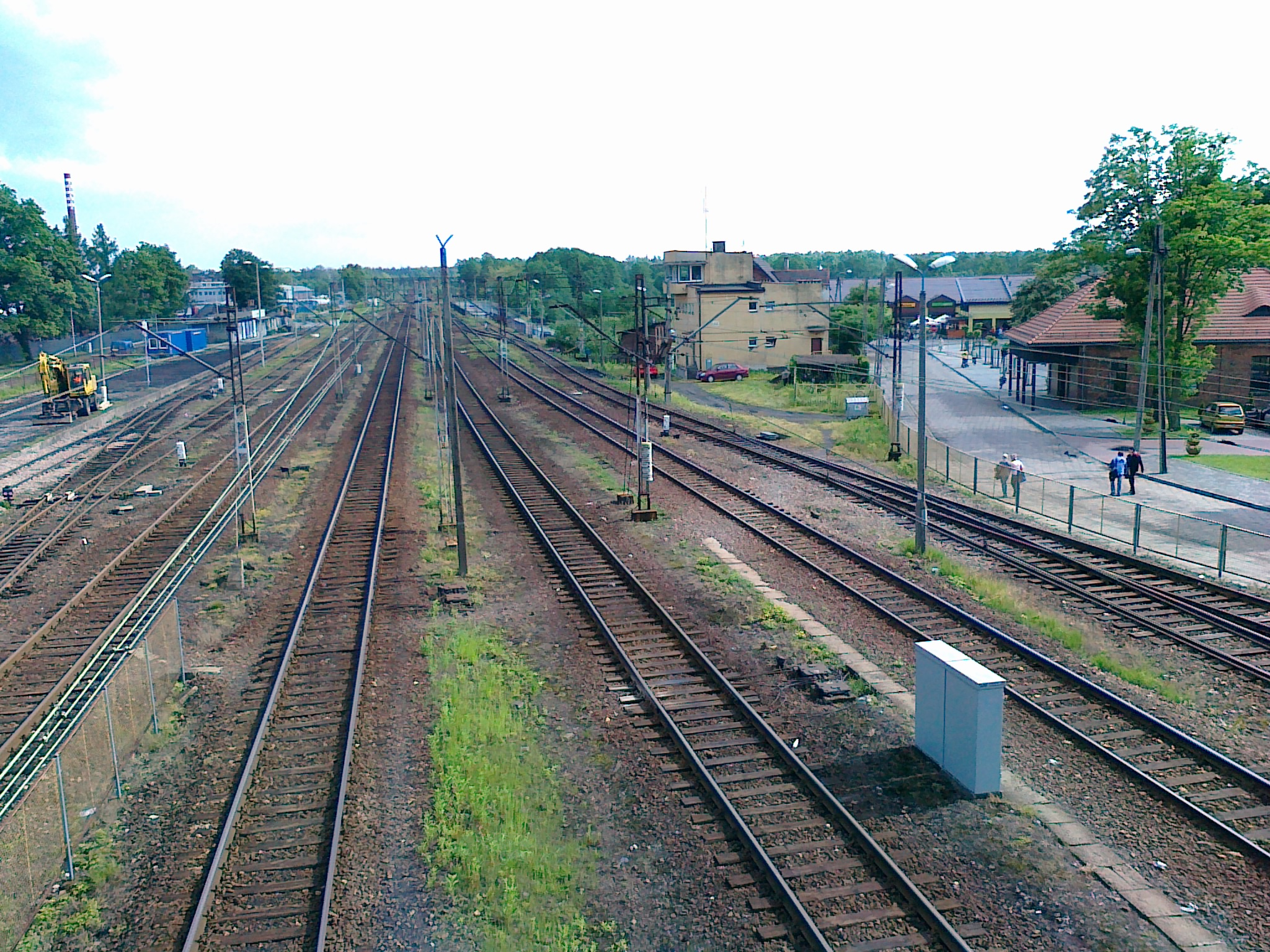
Stacja kolejowa w Kaletach. Widok z kładki w kierunku południowym

### Drogi
- 908 Częstochowa–Tarnowskie Góry
- 789 Brusiek–Lelów

### Linie kolejowe
- 129 Tarnowskie Góry TGB – Kalety T3
- 130 Tarnowskie Góry TGD – Kalety T4
- 131 Chorzów Batory – Tczew
- 143 Kalety – Wrocław Mikołajów WP2

## Miasta partnerskie
- Vítkov, Czechy[21]
- Ustroń, Polska[21]

## Sąsiednie gminy
Koszęcin, Miasteczko Śląskie, Tworóg, Woźniki